# L'Île-Bouchard
L'Île-Bouchard là một xã thuộc tỉnh Indre-et-Loire trong vùng Centre-Val de Loire ở miền trung nước Pháp.